# Daniel Hoesl
Pour les articles homonymes, voir Hoesl.
Daniel Hoesl, né en 1982 à Sankt Pölten (Basse-Autriche), est un réalisateur; scénariste et acteur autrichien.

## Filmographie partielle

### Au cinéma

#### Comme réalisateur
- 2013 : Soldate Jeannette (de)
- 2016 :  WiNWiN
- 2020 : Davos
- 2024 : Veni Vidi Vici

#### Comme acteur
- 2014 : Der letzte Sommer der Reichen de Peter Kern : Armenia

## Récompenses et distinctions
- (en) Daniel Hoesl: Awards, sur l'Internet Movie Database